# Colección de retratos de los reyes de Aragón de Felipe Ariosto
La Colección de retratos de los reyes de Aragón de Felipe Ariosto fue una colección de retratos de los reyes de Aragón encargada por la Generalidad de Aragón al pintor Felipe Ariosto en 1586. 
Los diputados aragoneses informaron y recomendaron a los diputados catalanes la obra del pintor italiano, procediendo a encargar ellos también una serie de retratos de los condes de Barcelona. La colección aragonesa se perdió cuando se incendió la Casa de la Generalidad de Aragón durante el Sitio de Zaragoza, aunque queda su testimonio gracias a las copias que se hicieron para el Palacio del Buen Retiro de Madrid.

## Colección inicial de los reyes de Aragón
Fue un encargo de la Generalidad de Aragón en 1586 a Felipe Ariosto y se organizó en tres grupos: 
- los míticos Reyes de Sobrarbe,
- los Condes de Aragón y
- los Reyes de Aragón.

Esta cronología traducía plásticamente las indicaciones historiográficas del cronista oficial del reino de Aragón, Jerónimo de Blancas y Tomás, en lo que, en principio, debía ser un opúsculo titulado Aragonensium rerum commentarii escrita desde 1584. Jerónimo Blancas defendía a ultranza la monarquía pactista, enlazando la institución del Justicia de Aragón, considerada por él anterior a la misma monarquía, con los míticos Fueros del reino de Sobrarbe del también mítico Reino de Sobrarbe. En el discurso historiográfico de Blancas, el monarca recibió el reino de forma «libre y espontánea», pues se había autoliberado del yugo sarraceno «con propias fuerzas, sin ayuda de Príncipe alguno »; el rey quedaba obligado a jurar respetar los Fueros, dado que, de lo contrario, «si contra los Fueros ó libertades legase él en lo sucesivo á tiranizar el reino, quedara éste en libertad para elegir otro Rey». El espíritu constitucionalista y pactista de la monarquía aragonesa se resume en la frase «En Aragón, antes fueron Leyes, que reyes».

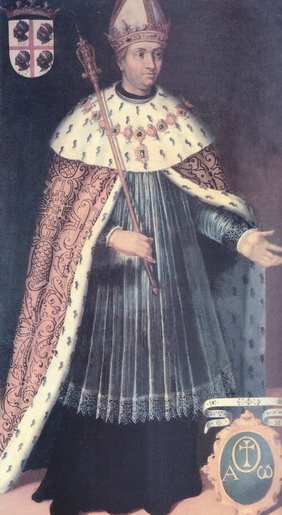
Copia de 1634 por el Palacio del Buen Retiro de Madrid Ramiro II de Aragón
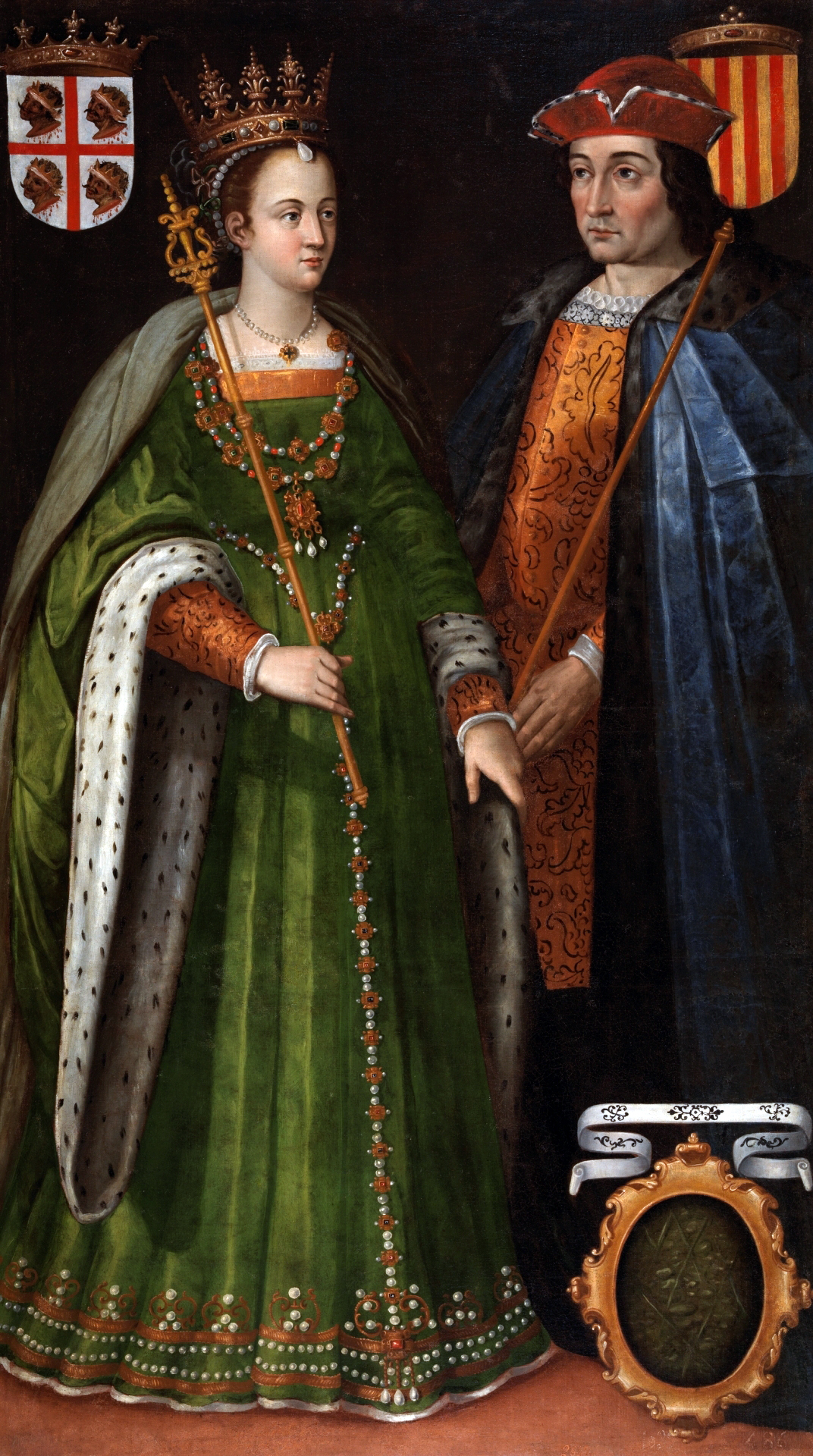
Copia de 1634 por el Palacio del Buen Retiro de Madrid «Reina Petronila de Aragón y conde Ramón Berenguer IV»
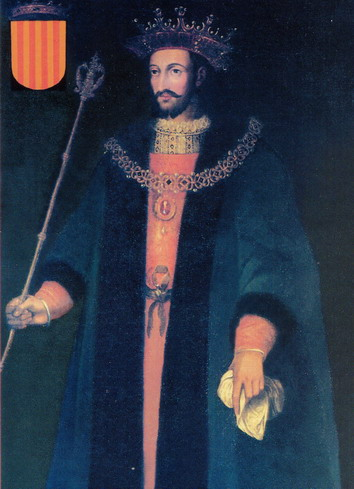
Copia de 1634 por el Palacio del Buen Retiro de Madrid Alfonso II de Aragón

## Destrucción de los cuadros y copias en el Palacio del Buen Retiro
Durante el Sitio de Zaragoza (1809) los cuadros fueron destruidos. Se conservan copias de 1634 hechas por el Palacio del Buen Retiro de Madrid.